# Misaki Uemura
Misaki Uemura (født 28. oktober 1991) er en japansk professionel fodboldspiller.
Han har spillet for flere forskellige klubber i sin karriere, herunder Júbilo Iwata.